# Annals of Internal Medicine
Annals of Internal Medicine, abgekürzt Ann. Intern. Med., ist eine wissenschaftliche Zeitschrift, die vom American College of Physicians (ACP) veröffentlicht wird. Die erste Ausgabe erschien im Juli 1927. In den ersten Jahrzehnten erschien die Zeitschrift monatlich, seit Juli 1988 erscheinen zwei Hefte im Monat. Veröffentlicht werden Originalarbeiten, Reviews, Richtlinien für die ärztliche Praxis und Kommentare, die sich mit der klinischen Praxis, Public Health, medizinischer Ausbildung, Ethik und Forschungsmethoden beschäftigen. Die Zeitschrift gewährt einen offenen Zugang zu ausgewählten Artikeln, wobei Entwicklungsländer einen vollständigen kostenfreien Zugang zur Zeitschrift haben.
Der Impact Factor lag im Jahr 2014 bei 17,81. Nach der Statistik des ISI Web of Knowledge wird das Journal mit diesem Impact Factor in der Kategorie Allgemeine und Innere Medizin an vierter Stelle von 153 Zeitschriften geführt.
Chefherausgeberin ist Christine Laine, die bei der Zeitschrift angestellt ist und die in dem ACP die Position eines Senior Vice President innehat.
Die Zeitschrift ist indexiert in: BIOSIS Previews, CAB Direct, Chemical Abstracts Service, CINAHL, Current Contents (Clinical Medicine & Live Science), EMBASE, Index Medicus, MEDLINE, PubMed, Science Citation Index, Science Citation Index Expanded und Scopus.